# Francisco Ramírez Navarro
Mons. Francisco Ramírez Navarro (Tepatitlán, Jal. 24 de julio de 1939) es  Obispo Auxiliar  de la  Iglesia católica, perteneciente a la Arquidiócesis de Tlalnepantla.

## Primeros años
Nació en Tepatitlán, Jal. el 24 de julio de 1939. Sus padres, el Sr. Atanasio Ramírez González (+) y Dominga Navarro Velázquez (+).

## Estudios
Realizó sus primeros estudios en la escuela Prof. Juan Villalpando, con los Misioneros del Sagrado Corazón de Jesús y Santa María de Guadalupe. Curso 4 años de humanidades y Latín, 2 años de Noviciado, 3 años de Filosofía, 3 años de Teología en la facultad de Teología de Cristo Rey con los PP. Jesuitas y el cuarto año de Teología en el Seminario Mayor de Tlalnepantla.

## Ordenación
Fue ordenado sacerdote el 15 de agosto de 1969 en la Catedral de Tlalnepantla por el obispo Fray Felipe de Jesús Cueto González, director espiritual y maestro del Seminario Mayor de Tlalnepantla (teología y filosofía).

## Ministerios Desarrollados
- Maestro de la historia de la filosofía, pedagogía catequética e historia de la Religión en el Seminario Mayor.
- Párroco del perpetuo Socorro, Col. La Laguna Tlalnepantla.
- Párroco de Santa María de Guadalupe, Col. México Nuevo, Atizapan.
- Párroco de San Mateo Apóstol, San Mateo Tecoloapan, Atizapan (Decano).
- Párroco de San Antonio de Padua, Huixquilucan.
- Vicario episcopal de la VI Vicaría "San Antonio de Padua".
- Obispo auxiliar electo por el papa Juan Pablo II el 27 de diciembre de 2000.
- Su ordenación episcopal se realizó el 22 de febrero de 2001.
- Representante suplente de la Región Pastoral Metropolitana circundante en el Consejo Permanente de la Conferencia del Episcopado Mexicano.
- Vocal de la Comisión Episcopal para los Institutos de Vida Consagrada.
- Representante de la Provincia Eclsiástica de Tlalnepantla en el consejo Permanente de la Conferencia del Episcopado Mexicano para el trienio de 2006-2009.
- Fue reelecto para el trienio del 2009-2012 como representante ante el consejo permanente de la Provincia Eclesiástica de Tlalnepantla.